# Вейнберг Гаврило Давидович
Гаврило Давидович Вейнберг (Вайнберг) (нар. 4 червня 1891, село Майдани Летичівського повіту Подільської губернії, тепер село Майдан-Вербецький Летичівського району Хмельницької області — 26 червня 1946, місто Москва) — радянський профспілковий діяч, секретар ВЦРПС. Член Центральної контрольної комісії ВКП(б) у грудні 1925 — червні 1930 року. Кандидат у члени ЦК ВКП(б) у липні 1930 — лютому 1941 року.

## Життєпис
Народився в єврейській міщанській родині.
У січні 1903 — липні 1905 року — учень, слюсар в механічних майстернях Вершгуба в місті Могилеві. У серпні 1905 — травні 1908 року — слюсар механічного заводу Зоніка в місті Могилеві.
Член РСДРП(б) з 1906 року. Партійний псевдонім — Владімір.
У червні 1908 — березні 1911 року — кондитер кондитерської фабрики Шейнбаума і Цімбамера в місті Києві.
У 1911 році заарештований, засуджений до адміністративного заслання під гласним наглядом поліції в місто Катеринослав.
У жовтні 1911 — січні 1915 року — мебельник на меблевій фабриці, фанерник на фанерній фабриці, кондитер на кондитерській фабриці в Києві, Одесі, Могильові, Катеринославі.
У січні 1915 року арештований та засуджений до адміністративного заслання в Єнісейську губернію. З січня 1915 по лютий 1917 року був на засланні в Єнісейській губернії. У березні 1917 року — амністований.
У квітні — листопаді 1917 року — слюсар, пресувальник Петроградського трубочного заводу «Прометей».
У жовтні 1917 року — член Петроградського військово-революційного комітету, учасник Жовтневого перевороту 1917 року в Петрограді.
У грудні 1917 — березні 1918 року — секретар центрального правління Спілки металістів у місті Петрограді.
Одночасно 24 січня — 12 березня 1918 року — член Виконавчого комітету Всеросійської центральної ради професійних спілок (ВЦРПС).
У квітні 1918 — січні 1920 року — член Президії Вищої ради народного господарства (ВРНГ) РРФСР, голова Центрального відділу військових заготівель при ВРНГ РРФСР, голова Комітету ВРНГ РРФСР з розподілу металів.
Одночасно у 1918—1920 роках — член, секретар Петроградської Ради профспілок.
У лютому — квітні 1920 року — інструктор ВЦРПС. У квітні — листопаді 1920 року — завідувач економічного відділу Всеросійської Спілки робітників-металістів. У листопаді 1920 — лютому 1921 року — в економічному відділі ВЦРПС. 
У березні 1921 — серпні 1922 року — завідувач економічного відділу Спілки металістів у місті Петрограді. У вересні 1922 — січні 1926 року — завідувач тарифно-нормативного відділу Північно-Західного бюро ВЦРПС в місті Петрограді (Ленінграді). Одночасно у 1922—1927 роках — член Президії Петроградської (Ленінградської) губернської ради профспілок.
У січні 1926 — травні 1928 року — відповідальний секретар Північно-Західного бюро ВЦРПС (Ленінградської губернської ради профспілок) в місті Ленінграді.
17 червня 1928 — травень 1929 року — голова ЦК Спілки робітників харчової промисловості.
1 червня 1929 — 15 травня 1937 року — член Президії ВЦРПС.
1 червня 1929 — 15 травня 1937 року — секретар Всесоюзної центральної ради професійних спілок (ВЦРПС).
У вересні 1937 — жовтні 1942 року — начальник Головного управління макаронної промисловості («Головмакаронпрому») Народного комісаріату харчової промисловості РСФСР.
З жовтня 1942 року — на пенсії у зв'язку з інвалідністю.
Помер 26 червня 1946 року в Москві. Похований на Новодівичому цвинтарі Москви.